# Victor Motors
Victor Motors war ein britischer Automobilhersteller, der ab 1914 in Eynsford (Kent) ansässig war. 1915 zog das Unternehmen nach Ealing (London) um. Gleichzeitig änderte sich die Firma, und zwar entweder in Tyler Apparatus (Victor Motor Department) oder in Victor Cars Ltd. Der Markenname lautete Victor.
Das erste Modell war der Nachfolger des Dewcar und ein Cyclecar. Das zweisitzige Fahrzeug hatte einen seitengesteuerten V2-Motor von Precision mit 965 cm³ Hubraum. Sein Radstand betrug 2134 mm und seine Spurweite 1067 mm. Die Kraft wurde mittels Riemen übertragen. Ab 1915 fand ein Vierzylindermotor mit 1100 cm³ Hubraum Verwendung.
Nach dem Ersten Weltkrieg entstanden noch 24 Exemplare des Victor.

## Modelle
| Modell | Bauzeitraum | Zylinder | Hubraum | Radstand |
| ------ | ----------- | -------- | ------- | -------- |
| 8 hp   | 1914–1915   | 2 V      | 964 cm³ | 2134 mm  |